# CCR4
CCR4 (C-C-рецептор хемокина 4, англ. C-C chemokine receptor type 4; CD194) — рецептор β-хемокинов млекопитающих класса интегральных мембранных белков.

## Функции
Белок CCR4 входит в семейство рецепторов, сопряжённых с G-белком. Это рецептор для следующих хемокинов: CCL2 (MCP-1), CCL4 (MIP-1), CCL5 (RANTES), CCL17 (TARC), CCL22. Может функционировать как лимфоцитарный хоминг-рецептор. В центральной нервной системе может опосредовать выживание нейронов гиппокампа.

## Тканевая специфичность
Преимущественно экспрессирован в вилочковой железе, в лейкоцитах периферической крови, включая T-лимфоциты (в основном CD4+) и базофилы, и на тромбоцитах. Более низкий уровень экспрессии обнаружен в селезёнке и на моноцитах. Обнаружен также на макрофагах, IL-2-активированных естественных киллерах и Т-клетках памяти кожи. Экспрессирован на эндотелиальных клетках сосудов мозга и коронарных артерий.